# يورغن ريغر
يورغن ريغر (بالألمانية: Jürgen Rieger)‏ هو محامي وسياسي ألماني، ولد في 11 مايو 1946 في نوردنهام في ألمانيا، وتوفي في 29 أكتوبر 2009 في برلين في ألمانيا بسبب الأمراض الدماغية الوعائية. حزبياً، نشط في الحزب الوطني الديمقراطي وFree German Workers' Party ‏.

## روابط خارجية
- يورغن ريغر على موقع IMDb (الإنجليزية)